# Wilhelm de Lacu

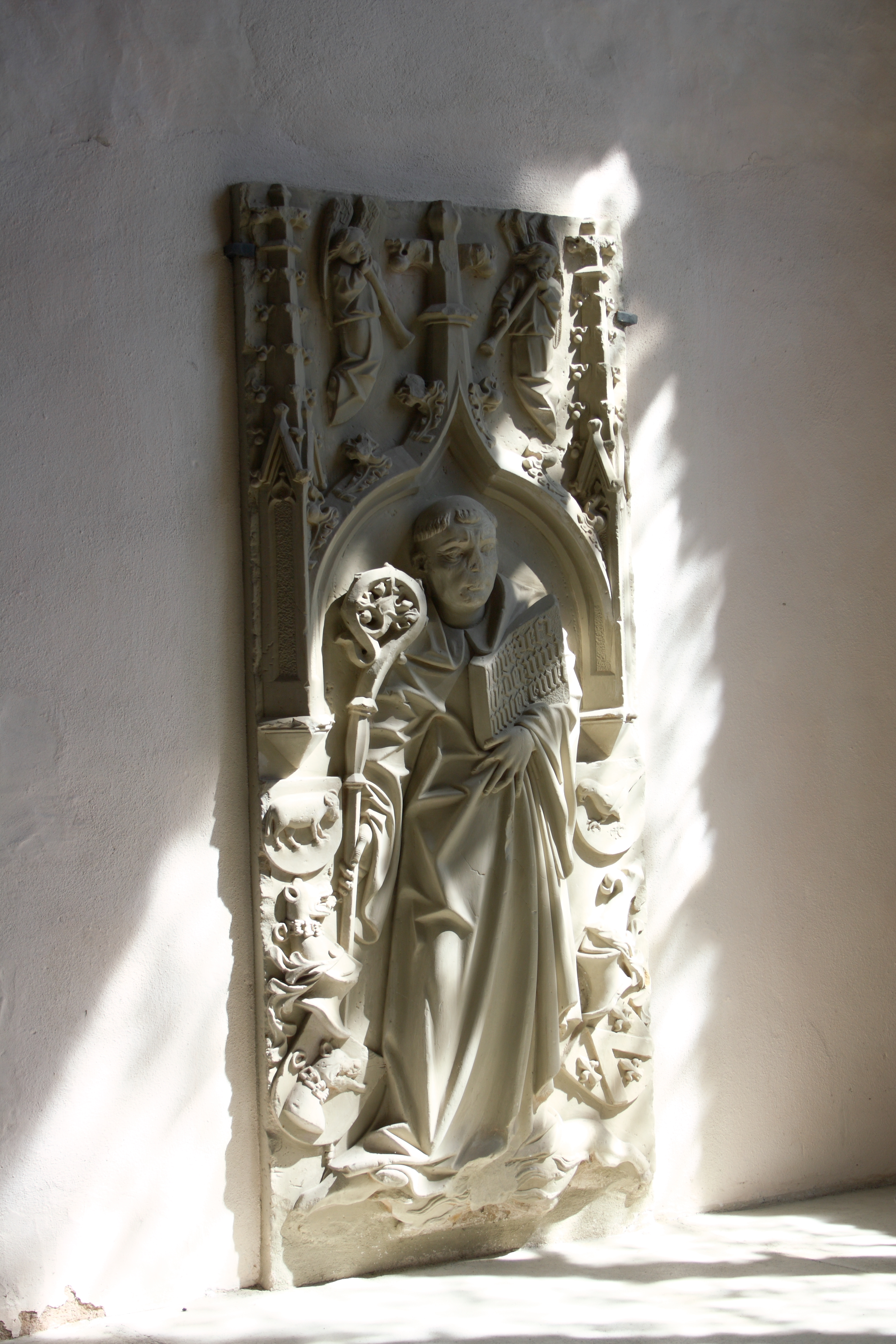
Epitaph für Wilhelm de Lacu in der ehemaligen Benediktinerklosterkirche St. Maria in Auhausen

Wilhelm de Lacu († 1450) war von 1422 bis zu seinem Tod Abt des Klosters Auhausen.

## Leben
Über das Leben des Wilhelm de Lacu ist wenig bekannt. In der heutigen evangelischen Pfarrkirche, der ehemaligen Benediktinerklosterkirche St. Maria in Auhausen, befindet sich ein Epitaph für ihn. Als Relief wird der Verstorbene in Amtstracht mit Krummstab und Schrifttafel in den Händen stehend in einer Kielbogennische dargestellt. Darüber sind zwei schwebende Engel, die Posaune blasen, zu sehen. Seitlich befinden sich die Familienwappen. 